# Todd Louiso
Todd Louiso (Cincinnati, 27 gennaio 1970) è un attore e regista statunitense.

## Biografia
Nato nell'Ohio nel 1970, entra ben presto a far parte della School for Creative and Performing Arts di Cincinnati, in cui suo padre Jack Louiso si occupava della scenografia delle opere teatrali. Nell'Accademia ottenne la laurea nella categoria Drama and Musical Theater, nel 1988. A questo primo riconoscimento, seguì quello ottenuto nel 1992 dalla NYU's film school.
Debutta come attore in due puntate della serie televisiva Young People's Specials, comparendo in altri film o serie per televisione, tra i quali Law & Order - I due volti della giustizia, Scent of a Woman - Profumo di donna. Acquista poi notorietà grazie alla partecipazione di due film di successo, Apollo 13 e The Critic.
Di non minore importanza è la sua carriera da regista, cominciata nel 1995 col cortometraggio The Fifteen Minute Hamlet, per il quale ottiene un riconoscimento dal New York Comedy Festival. Come attore, riceve ruoli minori in film come Jerry Maguire, Otto teste e una valigia, oltre che in serie televisive più recenti, Frasier, Senza traccia o Dr. House - Medical Division.

## Filmografia parziale

### Attore

#### Cinema
- Stella, regia di John Erman (1990)
- Billy Bathgate - A scuola di gangster (Billy Bathgate), regia di Robert Benton (1991)
- Scent of a Woman - Profumo di donna (Scent of a Woman), regia di Martin Brest (1992)
- The Fifteen Minute Hamlet, regia di Todd Louiso – cortometraggio (1995)
- Apollo 13, regia di Ron Howard (1995)
- The Rock, regia di Michael Bay (1996)
- Jerry Maguire, regia di Cameron Crowe (1996)
- Otto teste e una valigia (8 Heads in a Duffel Bag), regia di Tom Schulman (1997)
- Il mio campione (A Cool, Dry Place), regia di John N. Smith (1998)
- Alta fedeltà (High Fidelity), regia di Stephen Frears (2000)
- The Cutting Room, regia di Daniel Barnz – cortometraggio (2001)
- Thank You for Smoking, regia di Jason Reitman (2005)
- Snakes on a Plane, regia di David R. Ellis (2006)
- Scuola per canaglie (School for Scoundrels), regia di Todd Phillips (2006)
- Ti presento Bill (Meet Bill), regia di Bernie Goldmann e Melisa Wallick (2007)
- Due cuori e una provetta (The Switch), regia di Will Speck e Josh Gordon (2010)
- Tutto su Nina (All About Nina), regia di Eva Vives (2018)
- Raymond & Ray, regia di Rodrigo García (2022)

#### Televisione
- Law & Order - I due volti della giustizia (Law & Order) – serie TV, episodio 2x08 (1991)
- Phenom – serie TV, 22 episodi (1993-1994)
- The Critic – serie animata, episodio 2x04 (1995)
- Fired Up – serie TV, episodio 1x12 (1997)
- Chicago Hope – serie TV, 4 episodi (1998-1999)
- Joan of Arcadia – serie TV, episodio 1x18 (2004)
- Frasier – serie TV, episodio 11x21 (2004)
- Century City – serie TV, episodio 1x06 (2004)
- Senza traccia (Without a Trace) – serie TV, episodio 3x08 (2004)
- Everwood – serie TV, episodio 3x20 (2005)
- Dr. House - Medical Division (House M.D.) – serie TV, episodio 5x07 (2008)

### Regista
- Per amore di Liza (Love Liza) (2002)
- Un microfono per due (The Marc Pease Experience) (2009)
- Come la prima volta (Hello I Must Be Going) (2012)

### Sceneggiatore
- Macbeth, regia di Justin Kurzel (2015)

## Doppiatori italiani
- Francesco Bulckaen in Alta Fedeltà, Dr. House - Medical Division
- Andrea Ward in The Rock
- Roberto Gammino in Jerry Maguire
- Marco Baroni in NCIS - Unità anticrimine